# Sil
För andra betydelser, se SIL.

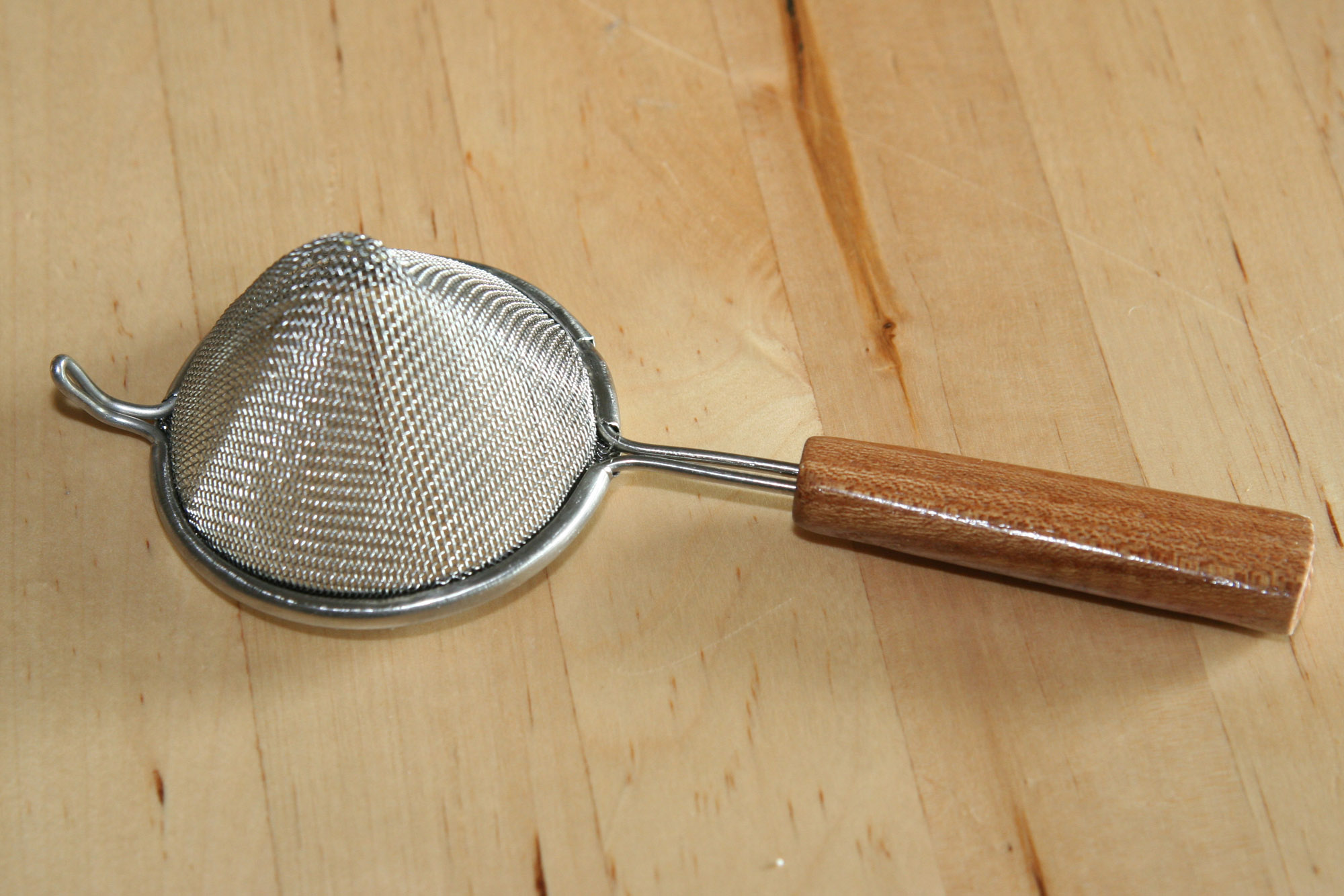
Sil med nät

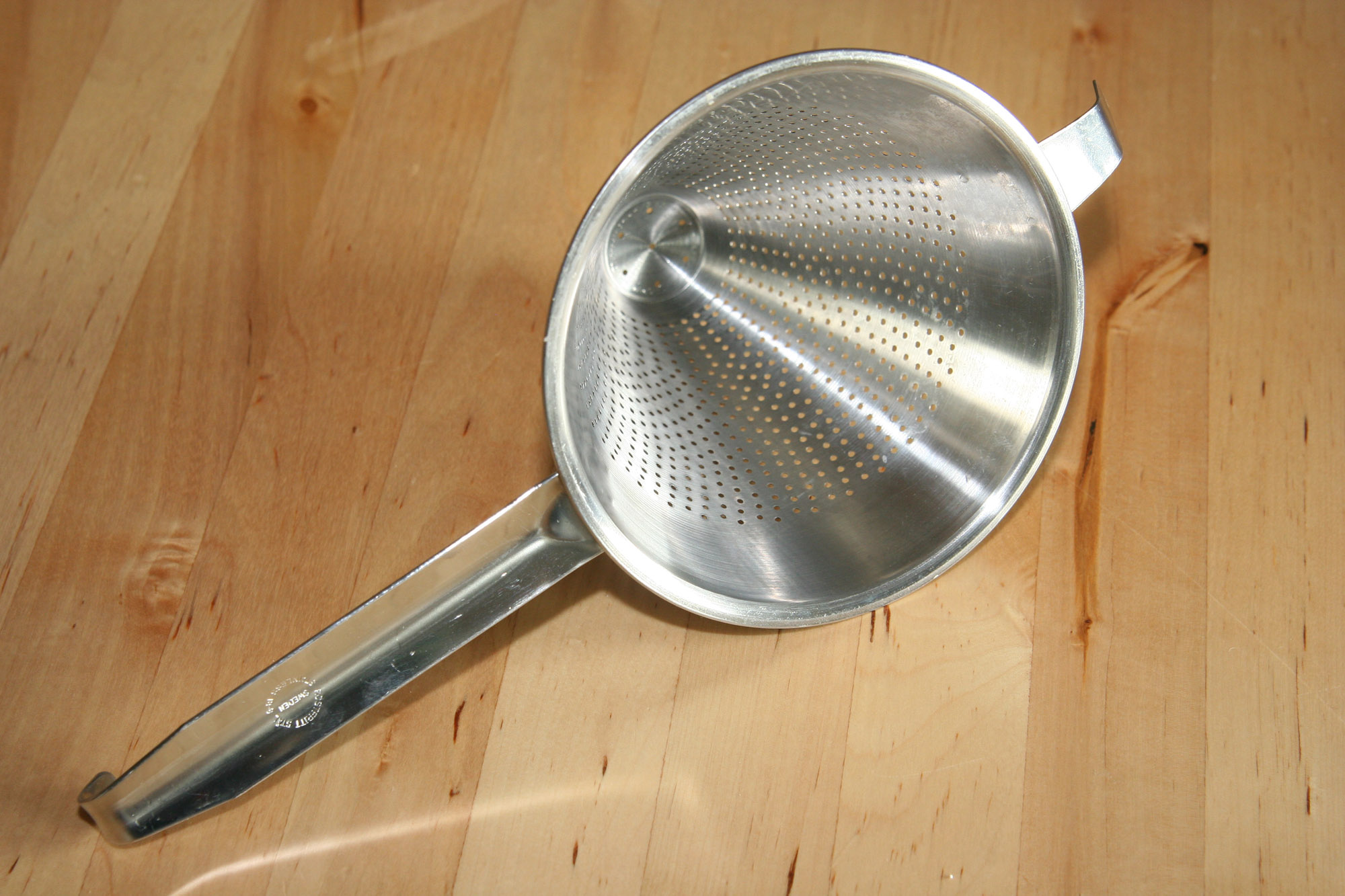
Sil i rostfritt, perforerad

En sil är en konstruktion som används för att mekaniskt separera partiklar utifrån deras inbördes storlek.
Silar återfinns så väl inom industrin som inom hemmet såsom köksredskap där en gallerkonstruktion är vanligast.
Silen fungerar genom att utgöra en fysisk barriär som endast släpper igenom partiklar som är mindre än silens hålstorlek (s.k. geometrisk begränsning). De större partiklarna kommer att stanna kvar på ena sidan silen, alternativt fastna i silen, medan tillräckligt små partiklar kommer släppas igenom till silens andra sida.
Om tillräckligt många partiklar fastnar i en sil upphör silen att fungera. Detta kallas ibland för igensättning, något som även drabbar filter. Om silen till exempel används i ett system för att separera fasta partiklar från vätska, kan ett sätt att lösa igensättningen vara att backspola silen. 
Ordet "sil" med denna betydelse finns belagt i svenska språket sedan yngre fornsvensk tid.